# Tatu khổng lồ
Tatu khổng lồ, tên khoa học Priodontes maximus, là một loài động vật có vú trong họ Dasypodidae, bộ Cingulata. Loài này được Kerr mô tả năm 1792.
Loài này đã từng được tìm thấy rộng rãi trong các khu rừng nhiệt đới của miền đông Nam Mỹ nhưng phạm vi phân bố của chúng xa về phía nam như miền bắc Argentina. Loài này nay được coi là dễ bị tuyệt chủng.
Tatu khổng lồ thích ăn mối và một số loài kiến, và thường ăn toàn bộ một gò mối. Nó cũng ăn các con mồi như giun, ấu trùng và các sinh vật lớn hơn, chẳng hạn như nhện và rắn, và thực vật.
Ít nhất một vườn thú, tại Villavicencio, Colombia - Los Ocarros - là dành riêng cho loài động vật này.

## Hình ảnh

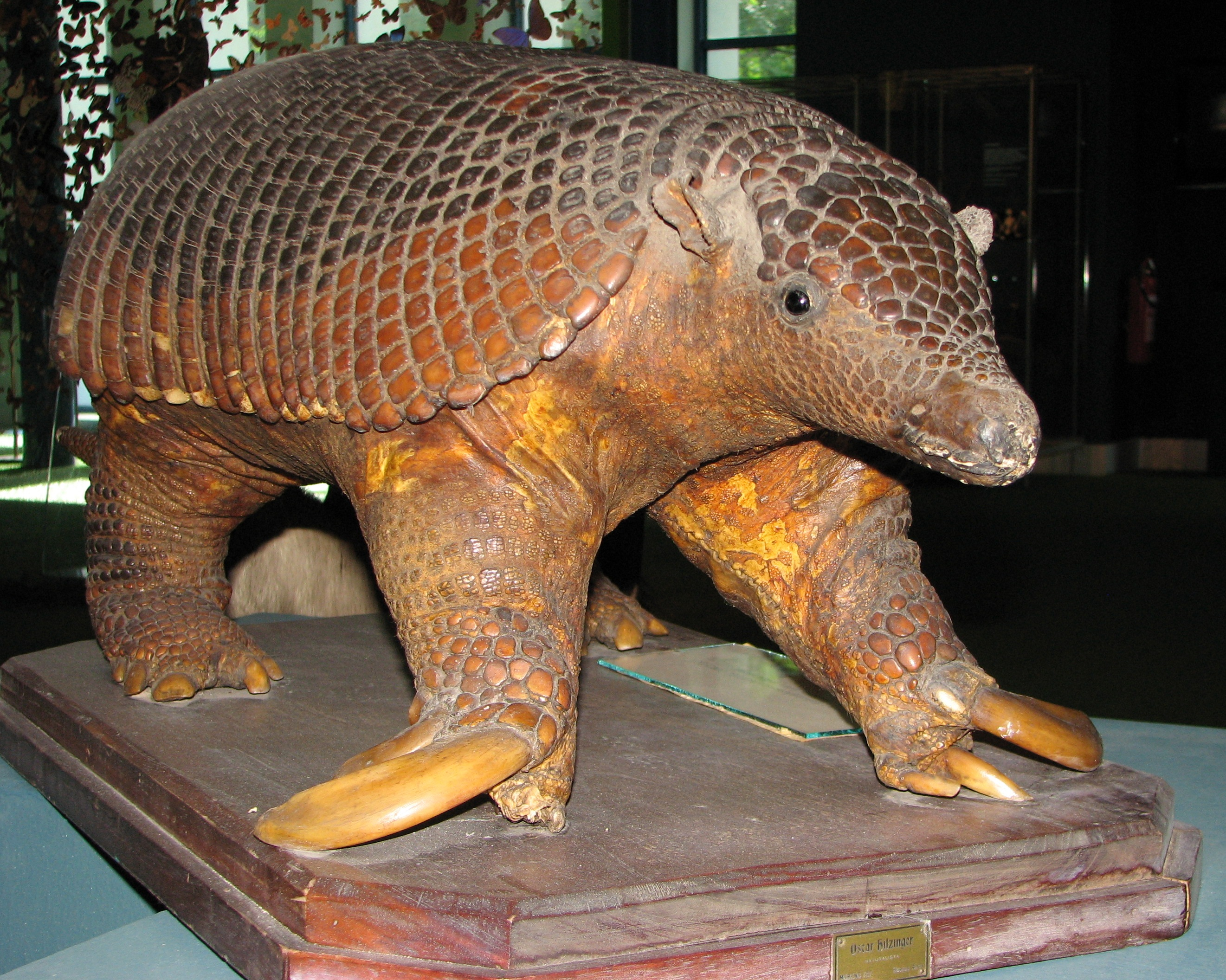
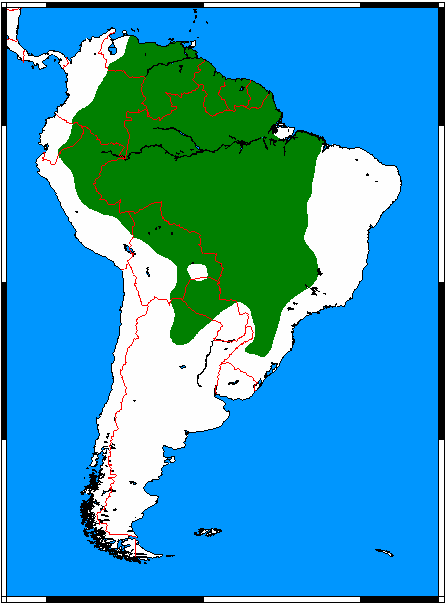
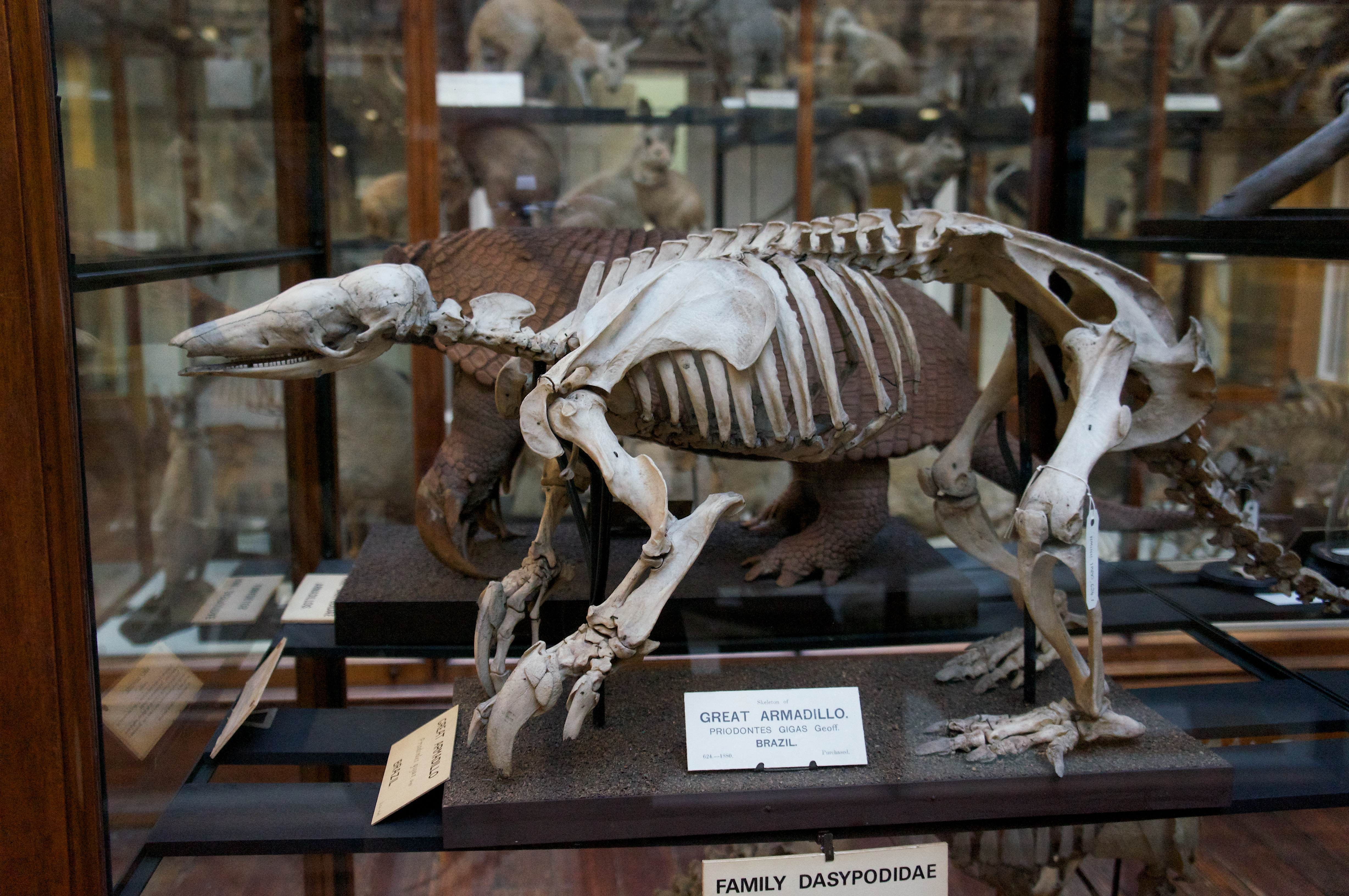
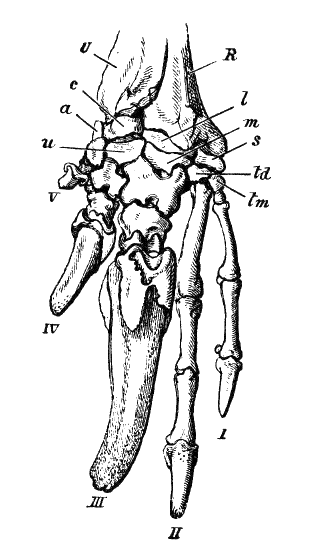